# Staurastrum ornithopodum
Staurastrum ornithopodum là một loài Song tinh tảo trong họ Desmidiaceae, thuộc chi Staurastrum.